# Мстители: Секретные войны
«Мсти́тели: Секре́тные во́йны» (англ. Avengers: Secret Wars) — будущий американский супергеройский фильм, основанный на комиксах издательства Marvel Comics о Мстителях. Проект разрабатывается Marvel Studios, будет выпущен Walt Disney Studios Motion Pictures и станет продолжением фильма «Мстители: Судный день» (2026) и 43-й по счёту кинокартиной в медиафраншизе «Кинематографическая вселенная Marvel» (КВМ). Режиссёрами выступили братья Энтони и Джо Руссо, сценарий напишет Стивен Макфили.
В июле 2022 года руководитель Marvel Studios Кевин Файги анонсировал два новых фильма о Мстителях, «Династия Канга» и «Секретные войны», которые должны стать завершением Шестой фазы КВМ и «Саги Мультивселенной». Уолдрон присоединился к проекту в октябре того же года, но в июле 2024 года покинул его. Новым сценаристом стал Стивен Макфили, а режиссёрское кресло пятой (получившей новый подзаголовок «Судный день») и шестой картин возглавили братья Руссо.
Фильм «Мстители: Секретные войны» выйдет в кинопрокат США 17 декабря 2027 года и станет частью Шестой фазы КВМ.

## В ролях
- Энтони Маки — Сэм Уилсон / Капитан Америка
- Педро Паскаль — Рид Ричардс / Мистер Фантастик: лидер Фантастической четвёрки[1].
- Ванесса Кирби — Сью Шторм / Невидимая леди: сестра Джонни, член Фантастической четвёрки[1].
- Джозеф Куинн — Джонни Шторм / Человек-факел: брат Сью, член Фантастической четвёрки[1].
- Эбон Мосс-Бакрак — Бен Гримм / Существо: бывший астронавт, заключённый в слой оранжевого камня, член Фантастической четвёрки[1].
- Себастиан Стэн — Баки Барнс:
Суперсолдат с кибернетической рукой и фактический лидер Громовержцев. Изначально все предполагали, что он погиб в бою во время Второй мировой войны, но он вновь появился в наши дни как убийца с промытыми мозгами, прежде чем его программа была удалена.
- Ханна Джон-Кеймен — Эйва Старр / Призрак: член Громовержцев с молекулярной нестабильностью, которая может проходить сквозь объекты.
- Уайатт Рассел — Джон Уокер / Агент США:
Суперсолдат и член «Громовержцев», в прошлом — титулованный капитан рейнджеров армии США. Стал Капитаном Америкой до того, как был уволен правительством США.
- Флоренс Пью — Елена Белова: член Громовержцев. Обучалась в Красной комнате быть Чёрной вдовой.
- Дэвид Харбор — Алексей Шостаков / Красный Страж:
Член Громовержцев, русский суперсолдат, аналог Капитана Америки.
- Роберт Дауни-младший — Виктор фон Дум / Доктор Дум[2]

## Производство
Обсуждая покупку корпорацией Disney компании 21st Century Fox, после которой права на создание фильмов о Дэдпуле, Людях Икс и Фантастической четвёрке перешли обратно к Marvel Studios, Джо Руссо, который выступал сорежиссёром фильмов «Мстители: Война бесконечности» (2018) и «Мстители: Финал» (2019) вместе со своим братом Энтони, сказал в апреле 2018 года, что заинтересован в введении этих персонажей во франшизу «Кинематографическая вселенная Marvel» (КВМ) посредством фильма «Секретные войны», в котором объединились бы различные персонажи и реальности. «Секретные войны» — название двух серий комиксов-кроссоверов: первая была написана Джимом Шутером и выходила в 1984—85 годах, а вторая — Джонатаном Хикманом и выпускалась в 2015—16 годах; в обеих из них различные персонажи Marvel сталкиваются друг с другом на планете под названием «Мир битв». В апреле 2019 года сценаристы «Войны бесконечности» и «Финала» Кристофер Маркус и Стивен Макфили сказали, что напишут сценарий для фильма по «Секретным войнам», если его будут снимать братья Руссо. Джо Руссо вспомнил об этой идее в июле 2020 года, сказав, что «реализовать что-то сравнимое по масштабности с „Войной бесконечности“ напрямую связано с желанием относительно „Секретных войн“, которые намного более масштабны». В августе 2021 года Шутер сказал, что Marvel пыталась получить права на его «Секретные войны», и тогда он решил, что они собирались снимать экранизацию, хотя компания это никак не подтвердила. Фильм «Доктор Стрэндж: В мультивселенной безумия» (2022), часть Четвёртой фазы КВМ, начавшейся после «Финала», представляет концепцию «вторжений», где в рамках мультивселенной одна вселенная уничтожает другую, которая была в центре внимания в «Секретных войнах» 2015 года. Сценарист фильма Майкл Уолдрон сравнил это с представлением в КВМ Таноса задолго до того, как тот стал главным антагонистом «Саги Бесконечности», объединившей первые три фазы.
В июле 2022 года братья Руссо напомнили о том, что являются фанатами комиксов «Секретные войны», но сказали, что Marvel Studios не планируют нанимать их режиссёрами экранизации. Дуэт добавил, что они осознают важность такого проекта, поскольку это было бы «большой задачей», а создание «Войны бесконечности» и «Финала» и без того было весьма затруднительным. Позднее в том же месяце во время San Diego Comic-Con International президент Marvel Studios Кевин Файги объявил фильмы «Мстители: Династия Канга» и «Мстители: Секретные войны» и назначил их премьеры на 2 мая и 7 ноября 2025 года соответственно. Фильмы должны завершить Шестую фазу КВМ и всю «Сагу Мультивселенной», которая охватывает проекты Четвёртой, Пятой и Шестой фаз. Файги сравнил эти ленты с «Войной бесконечности» и «Финалом», завершившими «Сагу Бесконечности». Он сказал, что многие проекты Четвёртой фазы выстраивают «бо́льшую часть истории» «Саги Мультивселенной» и что это будет продолжаться в Пятой и Шестой фазах. Он добавил, что братья Руссо не будут снимать «Секретные войны», но Marvel Studios предложит им другой проект. В отличие от «Войны бесконечности» и «Финала», «Династию Канга» и «Секретные войны» будут снимать разные режиссёры; вскоре после объявления на Comic-Con постановщиком «Династии Канга» был назначен Дестин Дэниел Креттон. В сентябре 2022 года Marvel Studios вступила в переговоры с потенциальными сценаристами, причём Уолдрон был главным кандидатом после работы со студией над «Мультивселенной безумия» и создания сериала «Локи» (2021) для Disney+. Marvel наняла его для работы над сценарием в начале октября. Вскоре после этого премьера картины сместилась на 1 мая 2026 года. В январе 2023 года стало известно, что Джонатан Мейджорс повторит роль Канга Завоевателя и в «Династии Канга», и в «Секретных войнах».
После ареста Мейджорса в марте 2023 года и последующих обвинений в применении физической силы Marvel Studios не стала торопиться с решением, уволить актёра из КВМ или оставить. Он по-прежнему должен был сняться в «Династии Канга» и «Секретных войнах», а Disney тем временем продолжала следить за развитием событий. В июне 2023 года студия перенесла дату премьеры фильма на 7 мая 2027 года, отчасти из-за того, что работу над сценарием не успели завершить до начала забастовки Гильдии сценаристов США. В октябре 2023 года Джоанна Робинсон, соавтор вышедшей в том же месяце книги «КВМ: Правление Marvel Studios» (англ. MCU: The Reign of Marvel Studios), заявила о наличии в книге цитаты Файги, намекавшей на то, что «Секретные войны» разрабатываются как мягкий перезапуск КВМ, что позволит Marvel Studios работать над тем, над чем они работали, забыть о том, чего в планах не было, и вернуть персонажей, которые, как казалось зрителям, «ушли навсегда». В следующем месяце журналист Variety Татьяна Сигал сообщила, что руководители Marvel Studios обсуждали возможность вернуть оригинальный актёрский состав Мстителей, в том числе Роберта Дауни-младшего и Скарлетт Йоханссон, чьи персонажи Тони Старк / Железный человек и Наташа Романофф / Чёрная вдова погибли в «Финале», но не были сторонниками этой идеи. Файги подобные спекуляции опроверг. Сигал также сообщала о том, что в Marvel Studios начались разговоры по поводу иных планов относительно «Саги Мультивселенной» на случай, если ситуация с Мейджорсом не разрешится должным образом; помимо прочего, рассматривался вариант с заменой главного антагониста саги, например, на Доктора Дума, персонажа, которого многие ожидали увидеть в качестве антагониста «Секретных войн», пусть даже и не главного. В середине ноября Джастин Бенсон и Аарон Мурхед, поставившие несколько эпизодов сериала Marvel Studios «Лунный рыцарь» (2022) и второго сезона «Локи», выразили заинтересованность в постановке «Секретных войн». Вскоре после этого Креттон покинул пост режиссёра «Династии Канга», и Marvel приступила к поискам режиссёра, который будет снимать «Династию Канга» и «Секретные войны» как финал «Саги Мультивселенной» в двух частях. Журналист Джефф Снайдер предположил, что Marvel переименует фильмы в «Секретные войны. Часть первая» и «Секретные войны. Часть вторая»; по его мнению, таким образом студия сможет привлечь внимание к картинам, избегая при этом дальнейших вопросов о Мейджорсе.
В то же время Маркус и Макфили, как известно, в течение нескольких месяцев были «неофициальными советниками» Marvel Studios. В конце ноября того же года Marvel наняла Майкла Уолдрона для переписывания сценария к «Династии Канга»; в то же время он работал над сценарием «Секретных войн». После официального признания судом виновности Мейджорса в домогательствах и нападении третьей степени, Marvel Studios и Disney уволили Джонатана с роли Канга и дали пятому фильму название «Мстители 5». Вскоре Снайдер сообщил, что, как он и предполагал ранее, Marvel Studios разрабатывает «Секретные войны» как «большой пятичасовой фильм», разделённый на две части, которые будут выходить с перерывом в один год, и параллельно занимается поисками режиссёра.

## Премьера
Фильм «Мстители: Секретные войны» выйдет в прокат США 17 декабря 2027 года. Изначально у картины были даты премьеры 7 ноября 2025 года, 1 мая 2026 года и 7 мая 2027 года. Проект станет завершением Шестой фазы КВМ.